# Cultura Topara
```
   [[Categoria:Estados extintos da América do Sul|Cultura Topara, 
200 a.C.
]]
```

Topará, anteriormente chamada  Paracas Necrópole, foi uma cultura pré-incaica que surgiu na costa sul do Peru, na atual província de Chincha do departamento de Ica, e que se estendeu até Cañete, ao norte, e a península de Paracas, ao sul. Desenvolveu-se entre 200 a.C. e 100 d.C., aproximadamente,ou seja, no período conhecido como Intermédio Inicial ou dos desenvolvimentos regionais, após o declínio da Cultura Chavín. Influenciou a fase inicial da Cultura Nazca. 
Os toparás produziam têxteis de algodão e de lã de camelídeos (Lhama, Alpaca e Vicunha), de cores variadas e intensas e com motivos decorativos de alta complexidade (os famosos "mantos paracas"). Sua cerâmica, por outro lado, é geralmente monocromática e com pouca decoração. Eles também praticavam deformações cranianas.

## Localização geográfica
Topará é uma pequena ravina localizada nos limites dos departamentos de Lima e Ica, uma área onde existem vários sítios arqueológicos. Mais ao sul fica o vasto vale de Chincha, que aparentemente era o centro territorial dessa cultura, a julgar pelos edifícios monumentais que ainda existem. 
A Cultura Topará englobava as  atuais províncias de Cañete, Chincha e Pisco. Seus vestígios foram confundidos, por um longo tempo, com os da cultura Paracas, ou simplesmente ignorados.

## Assentamentos Toparás
Os principais sítios arqueológicos desta cultura são:
- Jayhuay (Vale Topará).
- Huaca Santa Rosa (Vale do Chincha)
- Huaca Soto (Vale de Chincha).
- Chongos (Vale do Pisco).
- Cerro Colorado (Paracas).
- Warikayan ou Paracas-Necropolis (Paracas).

## Paracas-Necrópole x Toparás

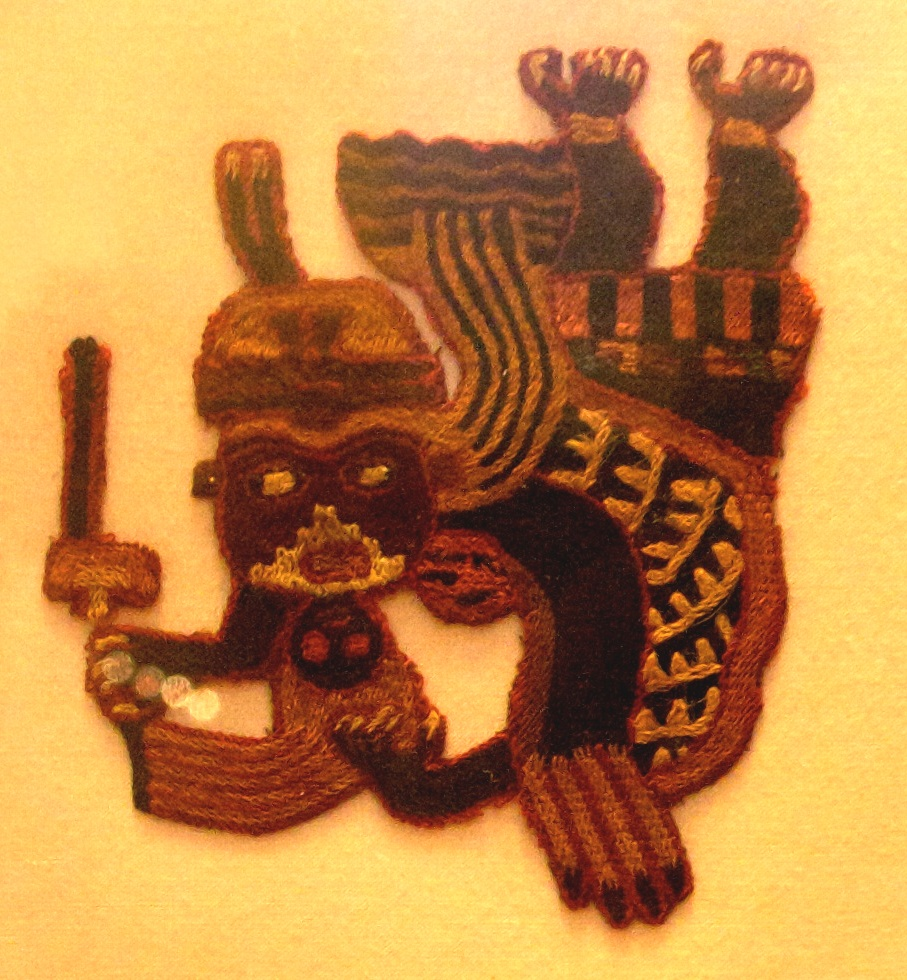
Fragmento de tecido topará

Em 1927 os arqueólogos peruanos Julio C. Tello e Toribio Mejia Xesspe, no decorrer das investigações desenvolvidas na Península de Paracas, descobriram em Warikayan vestígios de  residências pré-hispânicas que continham várias centenas de túmulos. Tello interpretou este conglomerado peculiar de múmias como uma necrópole, e denominou a cultura como Paracas-Necrópoles, para diferenciá-lo de outros cemitérios na forma de poços tinha descoberto alguns anos antes, que chamou de Paracas-Cavernas. Tello considerava que se tratava de dois períodos da Cultura Paracas (800 a.C a 200 d.C.), divisão esta que se impregnou e que ainda é usado hoje. No entanto, tudo indica que Tello estava errado ao considerar Paracas-Necropolis como uma extensão da antiga Cultura Paracas. 
Afinal Warikayan não parece ter sido uma necrópole, mas um grande assentamento da época, que coincide com a era de desenvolvimentos regionais. O acúmulo de mais de 400 múmias ainda não possui uma explicação satisfatória. Poderia ter sido um local considerado sagrado, devido à coloração vermelha de suas colinas e sua proximidade com o mar. 
Associados a estas múmias, Tello encontrou mantos complexos em um estilo particular (embora iconograficamente semelhante aos de Nazca). Também encontrou exemplos de cerâmicas, mas estas, contrastando com os têxteis, tinham pouca decoração e eram na sua maioria monocromáticas (uma única cor). Somente mais tarde determinou-se que este estilo peculiar de cerâmica se estendeu para os vales de Cañete, Topará, Chincha e Pisco ficando conhecido como "estilo topará". Seu estilo se diferencia do Paracas contemporâneo ao Chavín (Paracas-Cavernas e Ocucaje); e não se parece com o estilo Nazca, que é muito decorado e com desenhos figurativos multicoloridos. 
Portanto, ficou claro que o que se chamou de Paracas-Necrópoles pertencia na realidade a uma outra tradição cultural, que foi chamada de Topará, o nome de uma aldeia perto do Vale de Chincha, de onde, aparentemente, se irradiou esta cultura. O fato de Warikayan ou Paracas-Necrópolis estarem bem na fronteira destas duas áreas culturais, Topará e Nazca, contribuiu para a confusão de Tello. 
É provável que a abrupta mudança cultural em Paracas, que pode ser vista não apenas em sua cerâmica, mas também pela sua arquitetura, venha de uma guerra de expansão empreendida pelos Toparás. A presença de armas em muitos tumulos, bem como a presença maciça de crânios quebrados e trepanados, seria sinais de um tempo muito violento. 